# Šternberská hrobka (Malenovice)
Šternberská hrobka je zaniklá pohřební kaple sv. Rozálie ve Zlíně-Malenovicích v okrese Zlín. Hřbitovní kaple byla postavena v roce 1700. V roce 1835 ji Leopold I. ze Šternberka nechal upravit jako pohřebiště hraběcího rodu Šternberků (Sternbergů). V letech 1813–1943 zde bylo pohřbeno jedenáct rodinných příslušníků. V roce 1984 byla pobořena a nakonec o tři roky později stržena. Do roku 1987 byla památkově chráněná. V parčíku u sokolovny, který vymezuje ulice Tyršova a Sokolovská, se od roku 2015 nachází pamětní kámen zrušeného hřbitova a kaple sv. Rozálie.

## Historie
Panství Malenovice s hradem a statek Pohořelice se zámkem koupil za 660 000 zlatých Leopold I. hrabě ze Šternberka (1770–1858) v roce 1804 od Antonie hraběnky ze Salm-Neuburgu, provdané hraběnky Czerninové z Chudenic (1776–1840).
Hřbitovní kaple sv. Rozálie vznikla ještě za předchozích majitelů v roce 1700. František Karel hrabě z Lichtenstein-Kastelkornu (1648–1706) tehdy založil poblíž špitálu západně od Malenovic při císařské silnici hřbitov, nechal ho obehnat zdí a na hřbitově nechal postavil kapli zasvěcenou sv. Rozálii, patronce chránící před morem. Hřbitov byl slavnostně vysvěcen 25. dubna 1700.
V roce 1813 zemřela první dcera Leopolda I. Šternberka. Otec ji nechal pohřbít v kryptě hřbitovní kaple. Po úmrtí jeho dalších dvou dětí nechal kapli v roce 1835 výrazně prodloužit o prostornou loď, pod níž nechal zbudovat rodinnou hrobku.
Náhrobní kameny byly upevněny na vnitřní stěny kaple.
Poté, co byl v roce 1965 otevřen nový hřbitov, bylo rozhodnuto, že se starý hřbitov postupně promění v park s tím, že kaple sv. Rozálie bude zachována. Na začátku 80. let 20. století do kaple opakovaně vnikli vandalové, poškodili náhrobky a zneuctili ostatky Šternberků. V roce 1984 dva zaměstnanci technických služeb města Gottwaldova snad omylem strhli podstatnou část zdiva presbytáře, zničili střechu a sanktusník. Při vyšetřování tvrdili, že se domnívali, že bourají márnici. Omyl nebyl napraven a v roce 1987 byla kaple stržena. Ostatky Šternberků byly pietně uloženy do šlechtické hrobky na hřbitově v Napajedlích. Poblíž místa, kde kaple stála, byla v roce 1997 postavena modlitebna Církve adventistů sedmého dne.

## Architektura a výzdoba
Jednoduchá volně stojící kaple byla postavena z kamene a cihel na obdélném půdorysu, uzavíralo ji ustupující pravoúhlé kněžiště. Průčelí, boční fasády i kněžiště byly členěny širokými lizénami na nárožích. Na boční straně lodi i kněžiště bylo po jednom segmentově zaklenutém okně, které bylo vsazeno do mělkého segmentového výklenku. Celkem tedy kapli osvětlovala čtyři okna. Uprostřed průčelí byl prolomen pravoúhlý vchod s kamenným profilovaným ostěním. Průčelí bylo završeno nízkým římsovaným trojúhelníkovým štítem. Podstřešní profilovaná římsa nesla valbovou střechu, která byla pokryta břidlicí. Nad kněžištěm dominoval oktogonální sanktusník, který byl zastřešený helmou, makovicí a patriarchálním křížem.
Zatímco loď byla zaklenuta pruskými klenbami, kněžiště bylo zaklenuto valenou klenbou s pětibokými lunetami.

## Seznam pohřbených
V rozmezí 130 let (1813–1943) bylo v hrobce pochováno jedenáct osob. Další hrobky Šternberků se nacházejí ve Stupně a v Zásmukách.

### Chronologicky podle data úmrtí
V tabulce jsou uvedeny základní informace o pohřbených. Fialově jsou vyznačeni příslušníci rodu Šternberků, žlutě jsou vyznačeny manželky přivdané do rodiny, pokud zde byly pohřbeny, a Marie, rozená Grošová. Červeně jsou zvýrazněni majitelé zámku Pohořelice, oblíbeného letního sídla. Generace jsou počítány od Zdeslava ze Šternberka († 1265). U manželek je generace v závorce a týká se generace manžela. Děti jsou vypsány v poznámce u matky, avšak pokud byla matka pohřbena jinde, jsou děti uvedeny v poznámce u otce.
| Po-řadí | Gene-race | Jméno pohřbeného                           | Datum a místo narození          | Otec                                                                                       | Datum a místo sňatku, choť                                                   | Pohřeb a uložení do hrobky                                                                                    | Poznámky |
| Po-řadí | Gene-race | Jméno pohřbeného                           | Datum a místo úmrtí             | Matka                                                                                      | Datum a místo sňatku, choť                                                   | Pohřeb a uložení do hrobky                                                                                    | Poznámky |
| ------- | --------- | ------------------------------------------ | ------------------------------- | ------------------------------------------------------------------------------------------ | ---------------------------------------------------------------------------- | --- | --- |
| 1.      | 18.       | Marianna ze Šternberka                     | 31. 5. 1800                     | Josef Leopold ze Šternberka (č. 5)                                                         |                                                                              | | |
| 1.      | 18.       | Marianna ze Šternberka                     | 19. 9. 1813                     | Marie Karolína z Walseggu (č. 4)                                                           |                                                                              | | |
| 2.      | 18.       | Adolf Josef ze Šternberka                  | 25. 5. 1807                     | Josef Leopold ze Šternberka (č. 5)                                                         |                                                                              | Pohřben 25. 2. 1827.                                                                                          | Poručík hulánského pluku knížete Schwarzenberga č. 2. Zemřel ve věku 19 let na zápal plic. |
| 2.      | 18.       | Adolf Josef ze Šternberka                  | 22. 2. 1827 Brno                | Marie Karolína z Walseggu (č. 4)                                                           |                                                                              | Pohřben 25. 2. 1827.                                                                                          | Poručík hulánského pluku knížete Schwarzenberga č. 2. Zemřel ve věku 19 let na zápal plic. |
| 3.      | 18.       | Alois ze Šternberka                        | 19. 5. 1815                     | Josef Leopold ze Šternberka (č. 5)                                                         |                                                                              | Pohřben 9. 5. 1835.                                                                                           | Nejmladší ze synů, nachladil se na kluzišti ve Vídni. Zemřel ve věku 19 let na břišní tyfus. |
| 3.      | 18.       | Alois ze Šternberka                        | 7. 5. 1835 Vídeň                | Marie Karolína z Walseggu (č. 4)                                                           |                                                                              | Pohřben 9. 5. 1835.                                                                                           | Nejmladší ze synů, nachladil se na kluzišti ve Vídni. Zemřel ve věku 19 let na břišní tyfus. |
| 4.      | (17.)     | Marie Karolína z Walseggu                  | 19. 1. 1781 Vídeňské Nové Město | František Josef Antonín z Walseggu                                                         | 14. 5. 1799 Vídeň: Josef Leopold ze Šternberka (č. 5)                        | Tělo bylo 4. 6. 1857 vykropeno v katedrále sv. Štěpána ve Vídni. Pohřbena 6. 6. v kaplové hrobce sv. Rozálie. | Dáma Řádu hvězdového kříže (1803). Zemřela ve věku 76 let na zánět pohrudnice a zápal plic, respektive na ochrnutí plic. Narodily se jí následující děti: - 1. Marianna (1800–1813; č. 1) - 2. Nina (*/† 1801) - 3. Rosina, provd. Salm-Salm (1802–1870; č. 7) - 4. Karolína, provd. z Lambergu a poté Bigot de Saint-Quentin (1804–1881) - 5. Adolf (1805–1806) - 6. Adolf Josef (1807–1827, č. 2) - 7. Jaroslav (1809–1874; pohřben v kapli Narození Panny Marie v Zásmukách), majitel majorátu - 8. Leopold II. (1811–1899; č. 10) - 9. Zdeněk (1813–1900; pohřben ve Šternberské hrobce ve Stupně) - 10. Alois (1815–1835; č. 3)        |
| 4.      | (17.)     | Marie Karolína z Walseggu                  | 2. 6. 1857 Vídeň                | Marie Karolína z Lamberg-Sprinzensteinu                                                    | 14. 5. 1799 Vídeň: Josef Leopold ze Šternberka (č. 5)                        | Tělo bylo 4. 6. 1857 vykropeno v katedrále sv. Štěpána ve Vídni. Pohřbena 6. 6. v kaplové hrobce sv. Rozálie. | Dáma Řádu hvězdového kříže (1803). Zemřela ve věku 76 let na zánět pohrudnice a zápal plic, respektive na ochrnutí plic. Narodily se jí následující děti: - 1. Marianna (1800–1813; č. 1) - 2. Nina (*/† 1801) - 3. Rosina, provd. Salm-Salm (1802–1870; č. 7) - 4. Karolína, provd. z Lambergu a poté Bigot de Saint-Quentin (1804–1881) - 5. Adolf (1805–1806) - 6. Adolf Josef (1807–1827, č. 2) - 7. Jaroslav (1809–1874; pohřben v kapli Narození Panny Marie v Zásmukách), majitel majorátu - 8. Leopold II. (1811–1899; č. 10) - 9. Zdeněk (1813–1900; pohřben ve Šternberské hrobce ve Stupně) - 10. Alois (1815–1835; č. 3)        |
| 5.      | 17.       | Josef Leopold (Leopold I.) ze Šternberka   | 24. 9. 1770 Praha               | František Adam ze Šternberka 20. 7. 1711 Vídeň – 19. 9. 1789 Žirovnice                     | 14. 5. 1799 Vídeň: Karolína z Walseggu (č. 4)                                | Tělo bylo 21. 2. 1858 vykropeno v domu smutku (č. 952) ve Vídni. Pohřben 23. 2. v kaplové hrobce sv. Rozálie. | C. k. komoří (1791), svatováclavský rytíř (Equus Sancti Wenceslai, 1792). Majitel panství Žirovnice (od roku 1789 s bratrem, od roku 1811 sám), majorátu Zásmuky a Častolovice (1830–1858) v Čechách, Malenovice a Pohořelice (1804–1858) na Moravě. Zemřel ve věku 88 let na ochrnutí plic. |
| 5.      | 17.       | Josef Leopold (Leopold I.) ze Šternberka   | 18. 2. 1858 Vídeň               | Marie Anna z Wilczeku † 1807                                                               | 14. 5. 1799 Vídeň: Karolína z Walseggu (č. 4)                                | Tělo bylo 21. 2. 1858 vykropeno v domu smutku (č. 952) ve Vídni. Pohřben 23. 2. v kaplové hrobce sv. Rozálie. | C. k. komoří (1791), svatováclavský rytíř (Equus Sancti Wenceslai, 1792). Majitel panství Žirovnice (od roku 1789 s bratrem, od roku 1811 sám), majorátu Zásmuky a Častolovice (1830–1858) v Čechách, Malenovice a Pohořelice (1804–1858) na Moravě. Zemřel ve věku 88 let na ochrnutí plic. |
| 6.      | 19.       | Jindřiška ze Šternberka                    | 4. 6. 1869 Pohořelice           | Leopold II. ze Šternberka (č. 10)                                                          |                                                                              | Pohřbena 8. 4. 1870 v rodinné hrobce.                                                                         | Zemřela ve věku 10 měsíců na průjem. |
| 6.      | 19.       | Jindřiška ze Šternberka                    | 4. 4. 1870 Vídeň                | Aloisie z Hohenlohe-Bartenstein-Jagstbergu (č. 8)                                          |                                                                              | Pohřbena 8. 4. 1870 v rodinné hrobce.                                                                         | Zemřela ve věku 10 měsíců na průjem. |
| 7.      | 18.       | Rosina ze Šternberka                       | 4. 5. 1802                      | Josef Leopold ze Šternberka (č. 5)                                                         | 29. 4. 1828 Vídeň: Maxmilián ze Salm-Salmu 12. 4. 1793 – 20. 11. 1836 Dülmen | Pohřbena 19. 10. 1870.                                                                                        | Zemřela ve věku 67 let na změknutí mozku. Narodily se jí následující děti: - 1. Konstantin (1829–1839) - 2. Františka, provd. de Croÿ (1833–1908) |
| 7.      | 18.       | Rosina ze Šternberka                       | 14. 10. 1870 Slabce             | Marie Karolína z Walseggu (č. 4)                                                           | 29. 4. 1828 Vídeň: Maxmilián ze Salm-Salmu 12. 4. 1793 – 20. 11. 1836 Dülmen | Pohřbena 19. 10. 1870.                                                                                        | Zemřela ve věku 67 let na změknutí mozku. Narodily se jí následující děti: - 1. Konstantin (1829–1839) - 2. Františka, provd. de Croÿ (1833–1908) |
| 8.      | (18.)     | Aloisie z Hohenlohe-Bartenstein-Jagstbergu | 21. 8. 1840 Haltenbergstetten   | Ludvík z Hohenlohe-Bartenstein-Jagstbergu 5. 6. 1802 Bartenstein – 22. 8. 1850 Bartenstein | 4. 8. 1863 Vídeň: Leopold II. ze Šternberka (č. 10)                          | Pohřbena 18. 1. 1873 v kapli sv. Rozálie na hřbitově.                                                         | Dáma Řádu hvězdového kříže (1866) a palácová dáma. Zemřela ve věku 42 let na rozklad krve. Narodily se jí následující děti: - 1. Jaroslav Leopold (1864–1891; č. 9) - 2. Leopold III. (1865–1937), majitel majorátu - 3. Maria Karolína, provd. z Thun-Hohensteinu (1867–1892; pohřbena v hrobce Thun-Hohensteinů v Cholticích) - 4. Václav Vojtěch (1868–1930) - 5. Jindřiška (1869–1870; č. 6) - 6. Eleonora, provd. ze Salm-Reifferscheidt-Raitze a podruhé van den Straten-Ponthoz (1873–1960) |
| 8.      | (18.)     | Aloisie z Hohenlohe-Bartenstein-Jagstbergu | 16. 1. 1873 Pohořelice          | Jindřiška z Auerspergu 23. 6. 1815 Vlašim – 7. 8. 1901 Haltenbergstetten                   | 4. 8. 1863 Vídeň: Leopold II. ze Šternberka (č. 10)                          | Pohřbena 18. 1. 1873 v kapli sv. Rozálie na hřbitově.                                                         | Dáma Řádu hvězdového kříže (1866) a palácová dáma. Zemřela ve věku 42 let na rozklad krve. Narodily se jí následující děti: - 1. Jaroslav Leopold (1864–1891; č. 9) - 2. Leopold III. (1865–1937), majitel majorátu - 3. Maria Karolína, provd. z Thun-Hohensteinu (1867–1892; pohřbena v hrobce Thun-Hohensteinů v Cholticích) - 4. Václav Vojtěch (1868–1930) - 5. Jindřiška (1869–1870; č. 6) - 6. Eleonora, provd. ze Salm-Reifferscheidt-Raitze a podruhé van den Straten-Ponthoz (1873–1960) |
| 9.      | 19.       | Jaroslav Leopold ze Šternberka             | 17. 9. 1864 Pohořelice          | Leopold II. ze Šternberka (č. 10)                                                          |                                                                              | Pohřben 6. 11. 1891.                                                                                          | C. k. komoří (1890), poručík v záloze. Zemřel ve věku 10 let na tuberkulózu. |
| 9.      | 19.       | Jaroslav Leopold ze Šternberka             | 2. 11. 1891 Opatija (Abbazia)   | Aloisie z Hohenlohe-Bartenstein-Jagstbergu (č. 8)                                          |                                                                              | Pohřben 6. 11. 1891.                                                                                          | C. k. komoří (1890), poručík v záloze. Zemřel ve věku 10 let na tuberkulózu. |
| 10.     | 18.       | Leopold II. Mořic ze Šternberka            | 22. 12. 1811 Pohořelice         | Josef Leopold ze Šternberka (č. 5)                                                         | 4. 8. 1863 Vídeň: Aloisie z Hohenlohe-Bartenstein-Jagstbergu (č. 8)          | Mrtvola byla převezena 23. 9. 1899 do Malenovic, tam pohřbena 24. 9.                                          | C. k. komoří (1845), tajný rada (1872), generál jízdy, druhý majitel dragounského pluku č. 8 (1859), dědičný člen Panské sněmovny rakouské Říšské rady (1882, přísahu složil v roce 1888), rytíř Leopoldova řádu (1849), držitel Vojenského řádu Marie Terezie (1850, v briliantech 1899), rytíř Řádu železné koruny 2. třídy (1859), rytíř Řádu zlatého rouna (1891). Majitel majorátu Zásmuky a Častolovice (1874–1899) a velkostatků Malenovice a Pohořelice (1858–1899), Žirovnice (1858–1899), Police (1883–1887) na jižní Moravě, Červený Hrádek (1887–1899) a Církvice (1889–1899) na Kolínsku. Zemřel jako 87letý na sešlost věkem. |
| 10.     | 18.       | Leopold II. Mořic ze Šternberka            | 21. 9. 1899 Rájec nad Svitavou  | Marie Karolína z Walseggu (č. 4)                                                           | 4. 8. 1863 Vídeň: Aloisie z Hohenlohe-Bartenstein-Jagstbergu (č. 8)          | Mrtvola byla převezena 23. 9. 1899 do Malenovic, tam pohřbena 24. 9.                                          | C. k. komoří (1845), tajný rada (1872), generál jízdy, druhý majitel dragounského pluku č. 8 (1859), dědičný člen Panské sněmovny rakouské Říšské rady (1882, přísahu složil v roce 1888), rytíř Leopoldova řádu (1849), držitel Vojenského řádu Marie Terezie (1850, v briliantech 1899), rytíř Řádu železné koruny 2. třídy (1859), rytíř Řádu zlatého rouna (1891). Majitel majorátu Zásmuky a Častolovice (1874–1899) a velkostatků Malenovice a Pohořelice (1858–1899), Žirovnice (1858–1899), Police (1883–1887) na jižní Moravě, Červený Hrádek (1887–1899) a Církvice (1889–1899) na Kolínsku. Zemřel jako 87letý na sešlost věkem. |
| 11.     | 20.       | Jaroslav ze Šternberka (Sternberg)         | 11. 4. 1900 Vídeň               | Leopold III. ze Šternberka 22. 10. 1865 Pohořelice – 11. 4. 1937 Brno                      | 17. 8. 1939 Bystřice pod Hostýnem: Marie Grošová (č. x972)                   | Pohřben 7. 2. 1943.                                                                                           | Majitel velkostatku Pohořelice a Malenovice (1937–1943). Zemřel ve věku 42 let na cirhózu jater a jaterní kóma. |
| 11.     | 20.       | Jaroslav ze Šternberka (Sternberg)         | 4. 2. 1943 Zlín                 | Franziska Henriette Larischová z Mönnichu 2. 9. 1873 Karviná-Fryštát – 20. 3. 1933 Vídeň   | 17. 8. 1939 Bystřice pod Hostýnem: Marie Grošová (č. x972)                   | Pohřben 7. 2. 1943.                                                                                           | Majitel velkostatku Pohořelice a Malenovice (1937–1943). Zemřel ve věku 42 let na cirhózu jater a jaterní kóma. |

### Pohřbení na jiných místech
Marie Sternbergová, vdova po Jaroslavu Sternbergovi, kterému jako občanu české národnosti nacistická okupační správa v únoru 1942 zabrala majetek a uvalila na něj vnucenou správu, sice získala po válce zpět zámek v Pohořelicích a čtvrtinu malenovického velkostatku, ale po únorovém převratu 1948 o něj zase přišla.
| Po-řadí | Gene-race | Jméno pohřbeného      | Datum a místo narození        | Otec              | Datum a místo sňatku, choť                                                        | Pohřeb a uložení do hrobky                                                             | Poznámky                                          |
| Po-řadí | Gene-race | Jméno pohřbeného      | Datum a místo úmrtí           | Matka             | Datum a místo sňatku, choť                                                        | Pohřeb a uložení do hrobky                                                             | Poznámky                                          |
| ------- | --------- | --------------------- | ----------------------------- | ----------------- | --------------------------------------------------------------------------------- | -------------------------------------------------------------------------------------- | ------------------------------------------------- |
| x972.   | (20.)     | Marie, rozená Grošová | 24. 7. 1903 (Praha-)Vinohrady | Jindřich Groš     | I. Arnošt Pollack                                                                 | Pohřbena v Praze. V roce 1993 byly ostatky přesunuty do hřbitovní kaple v Napajedlích. | Majitelka zámku Pohořelice (1947–1950). Bezdětná. |
| x972.   | (20.)     | Marie, rozená Grošová | 1. 8. 1972 Karlovy Vary       | Marianna Kotrbová | II. 17. 8. 1939 Bystřice pod Hostýnem: Jaroslav ze Šternberka (Sternberg) (č. 11) | Pohřbena v Praze. V roce 1993 byly ostatky přesunuty do hřbitovní kaple v Napajedlích. | Majitelka zámku Pohořelice (1947–1950). Bezdětná. |

### Příbuzenské vztahy pohřbených
Následující schéma znázorňuje příbuzenské vztahy. Červeně orámovaní byli pohřbeni v hrobce, modře je vyznačen spoluzakladatel Národního muzea Kašpar Maria ze Šternberka (1761–1838), zeleně Marie Grošová (1903–1972) a oranžově restituentka zámku Častolovice Franziska Diana Sternbergová Phipps (1936–2024). Tučně jsou vyznačeny hlavy rodu. Arabské číslice odpovídají pořadí pohřbení v kapli podle předchozí tabulky. Římské číslice představují pořadí manžela nebo manželky, pokud někdo vstoupil do manželství více než jednou. Vzhledem k účelu schématu se nejedná o kompletní rodokmen Šternberků.
|                                             |                                             |                                             |                                             |                                               |                                               |                                               |                                               | František Leopold ze Šternberka † 1745        | František Leopold ze Šternberka † 1745        | František Leopold ze Šternberka † 1745 | František Leopold ze Šternberka † 1745 | František Leopold ze Šternberka † 1745 | František Leopold ze Šternberka † 1745 |                                        |                                        | Marie Anna Johana ze Schwarzenbergu 1688–1757         | Marie Anna Johana ze Schwarzenbergu 1688–1757         | Marie Anna Johana ze Schwarzenbergu 1688–1757         | Marie Anna Johana ze Schwarzenbergu 1688–1757         | Marie Anna Johana ze Schwarzenbergu 1688–1757         | Marie Anna Johana ze Schwarzenbergu 1688–1757         |                                      |                                      |                                             |                                             |                                             |                                             |                                             |                                             |  |  |                                         |                                         |                                         |                                         |                                         |                                         |                                      |                                      |                                                                  |                                                                  |                                                                  |                                                                  |                                                                  |                                                                  |                                         |                                         |                                         |                                         |                                      |                                      |                                      |                                      |                                |                                |                                        |                                        |                                        |                                        |                                        |                                        |  |  |                                          |                                          |                                          |                                          |                                          |                                          |  |  |                                        |                                        |                                        |                                        |                                        |                                        |  |  |                                                       |                                                       |                                                       |                                                       |                                                       |                                                       |  |  |                                                         |                                                         |                                                         |                                                         |                                                         |                                                         |  |  |
|                                             |                                             |                                             |                                             |                                               |                                               |                                               |                                               | František Leopold ze Šternberka † 1745        | František Leopold ze Šternberka † 1745        | František Leopold ze Šternberka † 1745 | František Leopold ze Šternberka † 1745 | František Leopold ze Šternberka † 1745 | František Leopold ze Šternberka † 1745 |                                        |                                        | Marie Anna Johana ze Schwarzenbergu 1688–1757         | Marie Anna Johana ze Schwarzenbergu 1688–1757         | Marie Anna Johana ze Schwarzenbergu 1688–1757         | Marie Anna Johana ze Schwarzenbergu 1688–1757         | Marie Anna Johana ze Schwarzenbergu 1688–1757         | Marie Anna Johana ze Schwarzenbergu 1688–1757         |                                      |                                      |                                             |                                             |                                             |                                             |                                             |                                             |  |  |                                         |                                         |                                         |                                         |                                         |                                         |                                      |                                      |                                                                  |                                                                  |                                                                  |                                                                  |                                                                  |                                                                  |                                         |                                         |                                         |                                         |                                      |                                      |                                      |                                      |                                |                                |                                        |                                        |                                        |                                        |                                        |                                        |  |  |                                          |                                          |                                          |                                          |                                          |                                          |  |  |                                        |                                        |                                        |                                        |                                        |                                        |  |  |                                                       |                                                       |                                                       |                                                       |                                                       |                                                       |  |  |                                                         |                                                         |                                                         |                                                         |                                                         |                                                         |  |  |
|                                             |                                             |                                             |                                             |                                               |                                               |                                               |                                               |                                               |                                               |                                        |                                        |                                        |                                        |                                        |                                        |                                                       |                                                       |                                                       |                                                       |                                                       |                                                       |                                      |                                      |                                             |                                             |                                             |                                             |                                             |                                             |  |  |                                         |                                         |                                         |                                         |                                         |                                         |                                      |                                      |                                                                  |                                                                  |                                                                  |                                                                  |                                                                  |                                                                  |                                         |                                         |                                         |                                         |                                      |                                      |                                      |                                      |                                |                                |                                        |                                        |                                        |                                        |                                        |                                        |  |  |                                          |                                          |                                          |                                          |                                          |                                          |  |  |                                        |                                        |                                        |                                        |                                        |                                        |  |  |                                                       |                                                       |                                                       |                                                       |                                                       |                                                       |  |  |                                                         |                                                         |                                                         |                                                         |                                                         |                                                         |  |  |
|                                             |                                             |                                             |                                             |                                               |                                               |                                               |                                               |                                               |                                               |                                        |                                        |                                        |                                        |                                        |                                        |                                                       |                                                       |                                                       |                                                       |                                                       |                                                       |                                      |                                      |                                             |                                             |                                             |                                             |                                             |                                             |  |  |                                         |                                         |                                         |                                         |                                         |                                         |                                      |                                      |                                                                  |                                                                  |                                                                  |                                                                  |                                                                  |                                                                  |                                         |                                         |                                         |                                         |                                      |                                      |                                      |                                      |                                |                                |                                        |                                        |                                        |                                        |                                        |                                        |  |  |                                          |                                          |                                          |                                          |                                          |                                          |  |  |                                        |                                        |                                        |                                        |                                        |                                        |  |  |                                                       |                                                       |                                                       |                                                       |                                                       |                                                       |  |  |                                                         |                                                         |                                                         |                                                         |                                                         |                                                         |  |  |
|                                             |                                             |                                             |                                             | II. Marie Kristýna z Dietrichsteinu 1726–1766 | II. Marie Kristýna z Dietrichsteinu 1726–1766 | II. Marie Kristýna z Dietrichsteinu 1726–1766 | II. Marie Kristýna z Dietrichsteinu 1726–1766 | II. Marie Kristýna z Dietrichsteinu 1726–1766 | II. Marie Kristýna z Dietrichsteinu 1726–1766 |                                        |                                        | František Adam ze Šternberka 1711–1789 | František Adam ze Šternberka 1711–1789 | František Adam ze Šternberka 1711–1789 | František Adam ze Šternberka 1711–1789 | František Adam ze Šternberka 1711–1789                | František Adam ze Šternberka 1711–1789                |                                                       |                                                       | III. Marie Anna Wilczeková 1736–1807                  | III. Marie Anna Wilczeková 1736–1807                  | III. Marie Anna Wilczeková 1736–1807 | III. Marie Anna Wilczeková 1736–1807 | III. Marie Anna Wilczeková 1736–1807        | III. Marie Anna Wilczeková 1736–1807        |                                             |                                             |                                             |                                             |  |  | Jan Nepomuk I. ze Šternberka 1713–1798  | Jan Nepomuk I. ze Šternberka 1713–1798  | Jan Nepomuk I. ze Šternberka 1713–1798  | Jan Nepomuk I. ze Šternberka 1713–1798  | Jan Nepomuk I. ze Šternberka 1713–1798  | Jan Nepomuk I. ze Šternberka 1713–1798  |                                      |                                      | Marie Anna Josefa Krakowská z Kolowrat 1726–1790                 | Marie Anna Josefa Krakowská z Kolowrat 1726–1790                 | Marie Anna Josefa Krakowská z Kolowrat 1726–1790                 | Marie Anna Josefa Krakowská z Kolowrat 1726–1790                 | Marie Anna Josefa Krakowská z Kolowrat 1726–1790                 | Marie Anna Josefa Krakowská z Kolowrat 1726–1790                 |                                         |                                         |                                         |                                         |                                      |                                      |                                      |                                      |                                |                                |                                        |                                        |                                        |                                        |                                        |                                        |  |  |                                          |                                          |                                          |                                          |                                          |                                          |  |  |                                        |                                        |                                        |                                        |                                        |                                        |  |  |                                                       |                                                       |                                                       |                                                       |                                                       |                                                       |  |  |                                                         |                                                         |                                                         |                                                         |                                                         |                                                         |  |  |
|                                             |                                             |                                             |                                             | II. Marie Kristýna z Dietrichsteinu 1726–1766 | II. Marie Kristýna z Dietrichsteinu 1726–1766 | II. Marie Kristýna z Dietrichsteinu 1726–1766 | II. Marie Kristýna z Dietrichsteinu 1726–1766 | II. Marie Kristýna z Dietrichsteinu 1726–1766 | II. Marie Kristýna z Dietrichsteinu 1726–1766 |                                        |                                        | František Adam ze Šternberka 1711–1789 | František Adam ze Šternberka 1711–1789 | František Adam ze Šternberka 1711–1789 | František Adam ze Šternberka 1711–1789 | František Adam ze Šternberka 1711–1789                | František Adam ze Šternberka 1711–1789                |                                                       |                                                       | III. Marie Anna Wilczeková 1736–1807                  | III. Marie Anna Wilczeková 1736–1807                  | III. Marie Anna Wilczeková 1736–1807 | III. Marie Anna Wilczeková 1736–1807 | III. Marie Anna Wilczeková 1736–1807        | III. Marie Anna Wilczeková 1736–1807        |                                             |                                             |                                             |                                             |  |  | Jan Nepomuk I. ze Šternberka 1713–1798  | Jan Nepomuk I. ze Šternberka 1713–1798  | Jan Nepomuk I. ze Šternberka 1713–1798  | Jan Nepomuk I. ze Šternberka 1713–1798  | Jan Nepomuk I. ze Šternberka 1713–1798  | Jan Nepomuk I. ze Šternberka 1713–1798  |                                      |                                      | Marie Anna Josefa Krakowská z Kolowrat 1726–1790                 | Marie Anna Josefa Krakowská z Kolowrat 1726–1790                 | Marie Anna Josefa Krakowská z Kolowrat 1726–1790                 | Marie Anna Josefa Krakowská z Kolowrat 1726–1790                 | Marie Anna Josefa Krakowská z Kolowrat 1726–1790                 | Marie Anna Josefa Krakowská z Kolowrat 1726–1790                 |                                         |                                         |                                         |                                         |                                      |                                      |                                      |                                      |                                |                                |                                        |                                        |                                        |                                        |                                        |                                        |  |  |                                          |                                          |                                          |                                          |                                          |                                          |  |  |                                        |                                        |                                        |                                        |                                        |                                        |  |  |                                                       |                                                       |                                                       |                                                       |                                                       |                                                       |  |  |                                                         |                                                         |                                                         |                                                         |                                                         |                                                         |  |  |
|                                             |                                             |                                             |                                             |                                               |                                               |                                               |                                               |                                               |                                               |                                        |                                        |                                        |                                        |                                        |                                        |                                                       |                                                       |                                                       |                                                       |                                                       |                                                       |                                      |                                      |                                             |                                             |                                             |                                             |                                             |                                             |  |  |                                         |                                         |                                         |                                         |                                         |                                         |                                      |                                      |                                                                  |                                                                  |                                                                  |                                                                  |                                                                  |                                                                  |                                         |                                         |                                         |                                         |                                      |                                      |                                      |                                      |                                |                                |                                        |                                        |                                        |                                        |                                        |                                        |  |  |                                          |                                          |                                          |                                          |                                          |                                          |  |  |                                        |                                        |                                        |                                        |                                        |                                        |  |  |                                                       |                                                       |                                                       |                                                       |                                                       |                                                       |  |  |                                                         |                                                         |                                                         |                                                         |                                                         |                                                         |  |  |
|                                             |                                             |                                             |                                             |                                               |                                               |                                               |                                               |                                               |                                               |                                        |                                        |                                        |                                        |                                        |                                        |                                                       |                                                       |                                                       |                                                       |                                                       |                                                       |                                      |                                      |                                             |                                             |                                             |                                             |                                             |                                             |  |  |                                         |                                         |                                         |                                         |                                         |                                         |                                      |                                      |                                                                  |                                                                  |                                                                  |                                                                  |                                                                  |                                                                  |                                         |                                         |                                         |                                         |                                      |                                      |                                      |                                      |                                |                                |                                        |                                        |                                        |                                        |                                        |                                        |  |  |                                          |                                          |                                          |                                          |                                          |                                          |  |  |                                        |                                        |                                        |                                        |                                        |                                        |  |  |                                                       |                                                       |                                                       |                                                       |                                                       |                                                       |  |  |                                                         |                                                         |                                                         |                                                         |                                                         |                                                         |  |  |
| Adam ze Šternberka 1751–1811                | Adam ze Šternberka 1751–1811                | Adam ze Šternberka 1751–1811                | Adam ze Šternberka 1751–1811                | Adam ze Šternberka 1751–1811                  | Adam ze Šternberka 1751–1811                  |                                               |                                               | Aloisie ze Šternberka 1762–1830               | Aloisie ze Šternberka 1762–1830               | Aloisie ze Šternberka 1762–1830        | Aloisie ze Šternberka 1762–1830        | Aloisie ze Šternberka 1762–1830        | Aloisie ze Šternberka 1762–1830        |                                        |                                        | 5. Josef Leopold (Leopold I.) ze Šternberka 1770–1858 | 5. Josef Leopold (Leopold I.) ze Šternberka 1770–1858 | 5. Josef Leopold (Leopold I.) ze Šternberka 1770–1858 | 5. Josef Leopold (Leopold I.) ze Šternberka 1770–1858 | 5. Josef Leopold (Leopold I.) ze Šternberka 1770–1858 | 5. Josef Leopold (Leopold I.) ze Šternberka 1770–1858 |                                      |                                      | 4. Marie Karolína z Walseggu 1781–1857      | 4. Marie Karolína z Walseggu 1781–1857      | 4. Marie Karolína z Walseggu 1781–1857      | 4. Marie Karolína z Walseggu 1781–1857      | 4. Marie Karolína z Walseggu 1781–1857      | 4. Marie Karolína z Walseggu 1781–1857      |  |  |                                         |                                         |                                         |                                         | Kašpar Maria ze Šternberka 1761–1838    | Kašpar Maria ze Šternberka 1761–1838    | Kašpar Maria ze Šternberka 1761–1838 | Kašpar Maria ze Šternberka 1761–1838 | Kašpar Maria ze Šternberka 1761–1838                             | Kašpar Maria ze Šternberka 1761–1838                             |                                                                  |                                                                  | Jan Nepomuk II. ze Šternberka 1752–1789                          | Jan Nepomuk II. ze Šternberka 1752–1789                          | Jan Nepomuk II. ze Šternberka 1752–1789 | Jan Nepomuk II. ze Šternberka 1752–1789 | Jan Nepomuk II. ze Šternberka 1752–1789 | Jan Nepomuk II. ze Šternberka 1752–1789 |                                      |                                      | Jáchym ze Šternberka 1755–1808       | Jáchym ze Šternberka 1755–1808       | Jáchym ze Šternberka 1755–1808 | Jáchym ze Šternberka 1755–1808 | Jáchym ze Šternberka 1755–1808         | Jáchym ze Šternberka 1755–1808         |                                        |                                        |                                        |                                        |  |  |                                          |                                          |                                          |                                          |                                          |                                          |  |  |                                        |                                        |                                        |                                        |                                        |                                        |  |  |                                                       |                                                       |                                                       |                                                       |                                                       |                                                       |  |  |                                                         |                                                         |                                                         |                                                         |                                                         |                                                         |  |  |
| Adam ze Šternberka 1751–1811                | Adam ze Šternberka 1751–1811                | Adam ze Šternberka 1751–1811                | Adam ze Šternberka 1751–1811                | Adam ze Šternberka 1751–1811                  | Adam ze Šternberka 1751–1811                  |                                               |                                               | Aloisie ze Šternberka 1762–1830               | Aloisie ze Šternberka 1762–1830               | Aloisie ze Šternberka 1762–1830        | Aloisie ze Šternberka 1762–1830        | Aloisie ze Šternberka 1762–1830        | Aloisie ze Šternberka 1762–1830        |                                        |                                        | 5. Josef Leopold (Leopold I.) ze Šternberka 1770–1858 | 5. Josef Leopold (Leopold I.) ze Šternberka 1770–1858 | 5. Josef Leopold (Leopold I.) ze Šternberka 1770–1858 | 5. Josef Leopold (Leopold I.) ze Šternberka 1770–1858 | 5. Josef Leopold (Leopold I.) ze Šternberka 1770–1858 | 5. Josef Leopold (Leopold I.) ze Šternberka 1770–1858 |                                      |                                      | 4. Marie Karolína z Walseggu 1781–1857      | 4. Marie Karolína z Walseggu 1781–1857      | 4. Marie Karolína z Walseggu 1781–1857      | 4. Marie Karolína z Walseggu 1781–1857      | 4. Marie Karolína z Walseggu 1781–1857      | 4. Marie Karolína z Walseggu 1781–1857      |  |  |                                         |                                         |                                         |                                         | Kašpar Maria ze Šternberka 1761–1838    | Kašpar Maria ze Šternberka 1761–1838    | Kašpar Maria ze Šternberka 1761–1838 | Kašpar Maria ze Šternberka 1761–1838 | Kašpar Maria ze Šternberka 1761–1838                             | Kašpar Maria ze Šternberka 1761–1838                             |                                                                  |                                                                  | Jan Nepomuk II. ze Šternberka 1752–1789                          | Jan Nepomuk II. ze Šternberka 1752–1789                          | Jan Nepomuk II. ze Šternberka 1752–1789 | Jan Nepomuk II. ze Šternberka 1752–1789 | Jan Nepomuk II. ze Šternberka 1752–1789 | Jan Nepomuk II. ze Šternberka 1752–1789 |                                      |                                      | Jáchym ze Šternberka 1755–1808       | Jáchym ze Šternberka 1755–1808       | Jáchym ze Šternberka 1755–1808 | Jáchym ze Šternberka 1755–1808 | Jáchym ze Šternberka 1755–1808         | Jáchym ze Šternberka 1755–1808         |                                        |                                        |                                        |                                        |  |  |                                          |                                          |                                          |                                          |                                          |                                          |  |  |                                        |                                        |                                        |                                        |                                        |                                        |  |  |                                                       |                                                       |                                                       |                                                       |                                                       |                                                       |  |  |                                                         |                                                         |                                                         |                                                         |                                                         |                                                         |  |  |
|                                             |                                             |                                             |                                             |                                               |                                               |                                               |                                               |                                               |                                               |                                        |                                        |                                        |                                        |                                        |                                        |                                                       |                                                       |                                                       |                                                       |                                                       |                                                       |                                      |                                      |                                             |                                             |                                             |                                             |                                             |                                             |  |  |                                         |                                         |                                         |                                         |                                         |                                         |                                      |                                      |                                                                  |                                                                  |                                                                  |                                                                  |                                                                  |                                                                  |                                         |                                         |                                         |                                         |                                      |                                      |                                      |                                      |                                |                                |                                        |                                        |                                        |                                        |                                        |                                        |  |  |                                          |                                          |                                          |                                          |                                          |                                          |  |  |                                        |                                        |                                        |                                        |                                        |                                        |  |  |                                                       |                                                       |                                                       |                                                       |                                                       |                                                       |  |  |                                                         |                                                         |                                                         |                                                         |                                                         |                                                         |  |  |
|                                             |                                             |                                             |                                             |                                               |                                               |                                               |                                               |                                               |                                               |                                        |                                        |                                        |                                        |                                        |                                        |                                                       |                                                       |                                                       |                                                       |                                                       |                                                       |                                      |                                      |                                             |                                             |                                             |                                             |                                             |                                             |  |  |                                         |                                         |                                         |                                         |                                         |                                         |                                      |                                      |                                                                  |                                                                  |                                                                  |                                                                  |                                                                  |                                                                  |                                         |                                         |                                         |                                         |                                      |                                      |                                      |                                      |                                |                                |                                        |                                        |                                        |                                        |                                        |                                        |  |  |                                          |                                          |                                          |                                          |                                          |                                          |  |  |                                        |                                        |                                        |                                        |                                        |                                        |  |  |                                                       |                                                       |                                                       |                                                       |                                                       |                                                       |  |  |                                                         |                                                         |                                                         |                                                         |                                                         |                                                         |  |  |
| 1. Marianna ze Šternberka 1800–1813         | 1. Marianna ze Šternberka 1800–1813         | 1. Marianna ze Šternberka 1800–1813         | 1. Marianna ze Šternberka 1800–1813         | 1. Marianna ze Šternberka 1800–1813           | 1. Marianna ze Šternberka 1800–1813           |                                               |                                               | Jaroslav ze Šternberka 1809–1874              | Jaroslav ze Šternberka 1809–1874              | Jaroslav ze Šternberka 1809–1874       | Jaroslav ze Šternberka 1809–1874       | Jaroslav ze Šternberka 1809–1874       | Jaroslav ze Šternberka 1809–1874       |                                        |                                        | Eleonora z Orczy de Orczi 1811–1865                   | Eleonora z Orczy de Orczi 1811–1865                   | Eleonora z Orczy de Orczi 1811–1865                   | Eleonora z Orczy de Orczi 1811–1865                   | Eleonora z Orczy de Orczi 1811–1865                   | Eleonora z Orczy de Orczi 1811–1865                   |                                      |                                      | 2. Adolf Josef ze Šternberka 1807−1827      | 2. Adolf Josef ze Šternberka 1807−1827      | 2. Adolf Josef ze Šternberka 1807−1827      | 2. Adolf Josef ze Šternberka 1807−1827      | 2. Adolf Josef ze Šternberka 1807−1827      | 2. Adolf Josef ze Šternberka 1807−1827      |  |  | 10. Leopold II. ze Šternberka 1811–1899 | 10. Leopold II. ze Šternberka 1811–1899 | 10. Leopold II. ze Šternberka 1811–1899 | 10. Leopold II. ze Šternberka 1811–1899 | 10. Leopold II. ze Šternberka 1811–1899 | 10. Leopold II. ze Šternberka 1811–1899 |                                      |                                      | 8. Aloisie (Luisa) z Hohenlohe- Bartenstein-Jagstbergu 1840–1873 | 8. Aloisie (Luisa) z Hohenlohe- Bartenstein-Jagstbergu 1840–1873 | 8. Aloisie (Luisa) z Hohenlohe- Bartenstein-Jagstbergu 1840–1873 | 8. Aloisie (Luisa) z Hohenlohe- Bartenstein-Jagstbergu 1840–1873 | 8. Aloisie (Luisa) z Hohenlohe- Bartenstein-Jagstbergu 1840–1873 | 8. Aloisie (Luisa) z Hohenlohe- Bartenstein-Jagstbergu 1840–1873 |                                         |                                         | 3. Alois ze Šternberka 1815–1835        | 3. Alois ze Šternberka 1815–1835        | 3. Alois ze Šternberka 1815–1835     | 3. Alois ze Šternberka 1815–1835     | 3. Alois ze Šternberka 1815–1835     | 3. Alois ze Šternberka 1815–1835     |                                |                                | 7. Rosina ze Šternberka 1802–1870      | 7. Rosina ze Šternberka 1802–1870      | 7. Rosina ze Šternberka 1802–1870      | 7. Rosina ze Šternberka 1802–1870      | 7. Rosina ze Šternberka 1802–1870      | 7. Rosina ze Šternberka 1802–1870      |  |  | Jiří Leopold ze Salm-Salmu 1793–1836     | Jiří Leopold ze Salm-Salmu 1793–1836     | Jiří Leopold ze Salm-Salmu 1793–1836     | Jiří Leopold ze Salm-Salmu 1793–1836     | Jiří Leopold ze Salm-Salmu 1793–1836     | Jiří Leopold ze Salm-Salmu 1793–1836     |  |  | Zdeněk ze Šternberka 1813–1900         | Zdeněk ze Šternberka 1813–1900         | Zdeněk ze Šternberka 1813–1900         | Zdeněk ze Šternberka 1813–1900         | Zdeněk ze Šternberka 1813–1900         | Zdeněk ze Šternberka 1813–1900         |  |  | Marie Žofie Terezie ze Stadion-Thannhausenu 1819–1873 | Marie Žofie Terezie ze Stadion-Thannhausenu 1819–1873 | Marie Žofie Terezie ze Stadion-Thannhausenu 1819–1873 | Marie Žofie Terezie ze Stadion-Thannhausenu 1819–1873 | Marie Žofie Terezie ze Stadion-Thannhausenu 1819–1873 | Marie Žofie Terezie ze Stadion-Thannhausenu 1819–1873 |  |  |                                                         |                                                         |                                                         |                                                         |                                                         |                                                         |  |  |
| 1. Marianna ze Šternberka 1800–1813         | 1. Marianna ze Šternberka 1800–1813         | 1. Marianna ze Šternberka 1800–1813         | 1. Marianna ze Šternberka 1800–1813         | 1. Marianna ze Šternberka 1800–1813           | 1. Marianna ze Šternberka 1800–1813           |                                               |                                               | Jaroslav ze Šternberka 1809–1874              | Jaroslav ze Šternberka 1809–1874              | Jaroslav ze Šternberka 1809–1874       | Jaroslav ze Šternberka 1809–1874       | Jaroslav ze Šternberka 1809–1874       | Jaroslav ze Šternberka 1809–1874       |                                        |                                        | Eleonora z Orczy de Orczi 1811–1865                   | Eleonora z Orczy de Orczi 1811–1865                   | Eleonora z Orczy de Orczi 1811–1865                   | Eleonora z Orczy de Orczi 1811–1865                   | Eleonora z Orczy de Orczi 1811–1865                   | Eleonora z Orczy de Orczi 1811–1865                   |                                      |                                      | 2. Adolf Josef ze Šternberka 1807−1827      | 2. Adolf Josef ze Šternberka 1807−1827      | 2. Adolf Josef ze Šternberka 1807−1827      | 2. Adolf Josef ze Šternberka 1807−1827      | 2. Adolf Josef ze Šternberka 1807−1827      | 2. Adolf Josef ze Šternberka 1807−1827      |  |  | 10. Leopold II. ze Šternberka 1811–1899 | 10. Leopold II. ze Šternberka 1811–1899 | 10. Leopold II. ze Šternberka 1811–1899 | 10. Leopold II. ze Šternberka 1811–1899 | 10. Leopold II. ze Šternberka 1811–1899 | 10. Leopold II. ze Šternberka 1811–1899 |                                      |                                      | 8. Aloisie (Luisa) z Hohenlohe- Bartenstein-Jagstbergu 1840–1873 | 8. Aloisie (Luisa) z Hohenlohe- Bartenstein-Jagstbergu 1840–1873 | 8. Aloisie (Luisa) z Hohenlohe- Bartenstein-Jagstbergu 1840–1873 | 8. Aloisie (Luisa) z Hohenlohe- Bartenstein-Jagstbergu 1840–1873 | 8. Aloisie (Luisa) z Hohenlohe- Bartenstein-Jagstbergu 1840–1873 | 8. Aloisie (Luisa) z Hohenlohe- Bartenstein-Jagstbergu 1840–1873 |                                         |                                         | 3. Alois ze Šternberka 1815–1835        | 3. Alois ze Šternberka 1815–1835        | 3. Alois ze Šternberka 1815–1835     | 3. Alois ze Šternberka 1815–1835     | 3. Alois ze Šternberka 1815–1835     | 3. Alois ze Šternberka 1815–1835     |                                |                                | 7. Rosina ze Šternberka 1802–1870      | 7. Rosina ze Šternberka 1802–1870      | 7. Rosina ze Šternberka 1802–1870      | 7. Rosina ze Šternberka 1802–1870      | 7. Rosina ze Šternberka 1802–1870      | 7. Rosina ze Šternberka 1802–1870      |  |  | Jiří Leopold ze Salm-Salmu 1793–1836     | Jiří Leopold ze Salm-Salmu 1793–1836     | Jiří Leopold ze Salm-Salmu 1793–1836     | Jiří Leopold ze Salm-Salmu 1793–1836     | Jiří Leopold ze Salm-Salmu 1793–1836     | Jiří Leopold ze Salm-Salmu 1793–1836     |  |  | Zdeněk ze Šternberka 1813–1900         | Zdeněk ze Šternberka 1813–1900         | Zdeněk ze Šternberka 1813–1900         | Zdeněk ze Šternberka 1813–1900         | Zdeněk ze Šternberka 1813–1900         | Zdeněk ze Šternberka 1813–1900         |  |  | Marie Žofie Terezie ze Stadion-Thannhausenu 1819–1873 | Marie Žofie Terezie ze Stadion-Thannhausenu 1819–1873 | Marie Žofie Terezie ze Stadion-Thannhausenu 1819–1873 | Marie Žofie Terezie ze Stadion-Thannhausenu 1819–1873 | Marie Žofie Terezie ze Stadion-Thannhausenu 1819–1873 | Marie Žofie Terezie ze Stadion-Thannhausenu 1819–1873 |  |  |                                                         |                                                         |                                                         |                                                         |                                                         |                                                         |  |  |
|                                             |                                             |                                             |                                             |                                               |                                               |                                               |                                               |                                               |                                               |                                        |                                        |                                        |                                        |                                        |                                        |                                                       |                                                       |                                                       |                                                       |                                                       |                                                       |                                      |                                      |                                             |                                             |                                             |                                             |                                             |                                             |  |  |                                         |                                         |                                         |                                         |                                         |                                         |                                      |                                      |                                                                  |                                                                  |                                                                  |                                                                  |                                                                  |                                                                  |                                         |                                         |                                         |                                         |                                      |                                      |                                      |                                      |                                |                                |                                        |                                        |                                        |                                        |                                        |                                        |  |  |                                          |                                          |                                          |                                          |                                          |                                          |  |  |                                        |                                        |                                        |                                        |                                        |                                        |  |  |                                                       |                                                       |                                                       |                                                       |                                                       |                                                       |  |  |                                                         |                                                         |                                                         |                                                         |                                                         |                                                         |  |  |
|                                             |                                             |                                             |                                             |                                               |                                               |                                               |                                               |                                               |                                               |                                        |                                        |                                        |                                        |                                        |                                        |                                                       |                                                       |                                                       |                                                       |                                                       |                                                       |                                      |                                      |                                             |                                             |                                             |                                             |                                             |                                             |  |  |                                         |                                         |                                         |                                         |                                         |                                         |                                      |                                      |                                                                  |                                                                  |                                                                  |                                                                  |                                                                  |                                                                  |                                         |                                         |                                         |                                         |                                      |                                      |                                      |                                      |                                |                                |                                        |                                        |                                        |                                        |                                        |                                        |  |  |                                          |                                          |                                          |                                          |                                          |                                          |  |  |                                        |                                        |                                        |                                        |                                        |                                        |  |  |                                                       |                                                       |                                                       |                                                       |                                                       |                                                       |  |  |                                                         |                                                         |                                                         |                                                         |                                                         |                                                         |  |  |
| I. Karel z Hohenlohe-Bartensteinu 1837–1877 | I. Karel z Hohenlohe-Bartensteinu 1837–1877 | I. Karel z Hohenlohe-Bartensteinu 1837–1877 | I. Karel z Hohenlohe-Bartensteinu 1837–1877 | I. Karel z Hohenlohe-Bartensteinu 1837–1877   | I. Karel z Hohenlohe-Bartensteinu 1837–1877   |                                               |                                               | Rosa Karolína ze Šternberka 1836–1918         | Rosa Karolína ze Šternberka 1836–1918         | Rosa Karolína ze Šternberka 1836–1918  | Rosa Karolína ze Šternberka 1836–1918  | Rosa Karolína ze Šternberka 1836–1918  | Rosa Karolína ze Šternberka 1836–1918  |                                        |                                        | II. Leopold z Croy 1827–1894                          | II. Leopold z Croy 1827–1894                          | II. Leopold z Croy 1827–1894                          | II. Leopold z Croy 1827–1894                          | II. Leopold z Croy 1827–1894                          | II. Leopold z Croy 1827–1894                          |                                      |                                      | 9. Jaroslav Leopold ze Šternberka 1864–1891 | 9. Jaroslav Leopold ze Šternberka 1864–1891 | 9. Jaroslav Leopold ze Šternberka 1864–1891 | 9. Jaroslav Leopold ze Šternberka 1864–1891 | 9. Jaroslav Leopold ze Šternberka 1864–1891 | 9. Jaroslav Leopold ze Šternberka 1864–1891 |  |  | Leopold III. ze Šternberka 1865–1937    | Leopold III. ze Šternberka 1865–1937    | Leopold III. ze Šternberka 1865–1937    | Leopold III. ze Šternberka 1865–1937    | Leopold III. ze Šternberka 1865–1937    | Leopold III. ze Šternberka 1865–1937    |                                      |                                      | Františka Larischová Mönnichu 1873–1933                          | Františka Larischová Mönnichu 1873–1933                          | Františka Larischová Mönnichu 1873–1933                          | Františka Larischová Mönnichu 1873–1933                          | Františka Larischová Mönnichu 1873–1933                          | Františka Larischová Mönnichu 1873–1933                          |                                         |                                         | 6. Jindřiška ze Šternberka 1869–1870    | 6. Jindřiška ze Šternberka 1869–1870    | 6. Jindřiška ze Šternberka 1869–1870 | 6. Jindřiška ze Šternberka 1869–1870 | 6. Jindřiška ze Šternberka 1869–1870 | 6. Jindřiška ze Šternberka 1869–1870 |                                |                                | Marie Karolína ze Šternberka 1867–1892 | Marie Karolína ze Šternberka 1867–1892 | Marie Karolína ze Šternberka 1867–1892 | Marie Karolína ze Šternberka 1867–1892 | Marie Karolína ze Šternberka 1867–1892 | Marie Karolína ze Šternberka 1867–1892 |  |  | Jan Nepomuk z Thun-Hohensteinu 1857–1921 | Jan Nepomuk z Thun-Hohensteinu 1857–1921 | Jan Nepomuk z Thun-Hohensteinu 1857–1921 | Jan Nepomuk z Thun-Hohensteinu 1857–1921 | Jan Nepomuk z Thun-Hohensteinu 1857–1921 | Jan Nepomuk z Thun-Hohensteinu 1857–1921 |  |  | Václav Vojtěch ze Šternberka 1868–1930 | Václav Vojtěch ze Šternberka 1868–1930 | Václav Vojtěch ze Šternberka 1868–1930 | Václav Vojtěch ze Šternberka 1868–1930 | Václav Vojtěch ze Šternberka 1868–1930 | Václav Vojtěch ze Šternberka 1868–1930 |  |  | Eleonora ze Šternberka 1873–1960                      | Eleonora ze Šternberka 1873–1960                      | Eleonora ze Šternberka 1873–1960                      | Eleonora ze Šternberka 1873–1960                      | Eleonora ze Šternberka 1873–1960                      | Eleonora ze Šternberka 1873–1960                      |  |  | I. Hugo Leopold ze Salm-Reifferscheidt-Raitze 1863–1903 | I. Hugo Leopold ze Salm-Reifferscheidt-Raitze 1863–1903 | I. Hugo Leopold ze Salm-Reifferscheidt-Raitze 1863–1903 | I. Hugo Leopold ze Salm-Reifferscheidt-Raitze 1863–1903 | I. Hugo Leopold ze Salm-Reifferscheidt-Raitze 1863–1903 | I. Hugo Leopold ze Salm-Reifferscheidt-Raitze 1863–1903 |  |  |
| I. Karel z Hohenlohe-Bartensteinu 1837–1877 | I. Karel z Hohenlohe-Bartensteinu 1837–1877 | I. Karel z Hohenlohe-Bartensteinu 1837–1877 | I. Karel z Hohenlohe-Bartensteinu 1837–1877 | I. Karel z Hohenlohe-Bartensteinu 1837–1877   | I. Karel z Hohenlohe-Bartensteinu 1837–1877   |                                               |                                               | Rosa Karolína ze Šternberka 1836–1918         | Rosa Karolína ze Šternberka 1836–1918         | Rosa Karolína ze Šternberka 1836–1918  | Rosa Karolína ze Šternberka 1836–1918  | Rosa Karolína ze Šternberka 1836–1918  | Rosa Karolína ze Šternberka 1836–1918  |                                        |                                        | II. Leopold z Croy 1827–1894                          | II. Leopold z Croy 1827–1894                          | II. Leopold z Croy 1827–1894                          | II. Leopold z Croy 1827–1894                          | II. Leopold z Croy 1827–1894                          | II. Leopold z Croy 1827–1894                          |                                      |                                      | 9. Jaroslav Leopold ze Šternberka 1864–1891 | 9. Jaroslav Leopold ze Šternberka 1864–1891 | 9. Jaroslav Leopold ze Šternberka 1864–1891 | 9. Jaroslav Leopold ze Šternberka 1864–1891 | 9. Jaroslav Leopold ze Šternberka 1864–1891 | 9. Jaroslav Leopold ze Šternberka 1864–1891 |  |  | Leopold III. ze Šternberka 1865–1937    | Leopold III. ze Šternberka 1865–1937    | Leopold III. ze Šternberka 1865–1937    | Leopold III. ze Šternberka 1865–1937    | Leopold III. ze Šternberka 1865–1937    | Leopold III. ze Šternberka 1865–1937    |                                      |                                      | Františka Larischová Mönnichu 1873–1933                          | Františka Larischová Mönnichu 1873–1933                          | Františka Larischová Mönnichu 1873–1933                          | Františka Larischová Mönnichu 1873–1933                          | Františka Larischová Mönnichu 1873–1933                          | Františka Larischová Mönnichu 1873–1933                          |                                         |                                         | 6. Jindřiška ze Šternberka 1869–1870    | 6. Jindřiška ze Šternberka 1869–1870    | 6. Jindřiška ze Šternberka 1869–1870 | 6. Jindřiška ze Šternberka 1869–1870 | 6. Jindřiška ze Šternberka 1869–1870 | 6. Jindřiška ze Šternberka 1869–1870 |                                |                                | Marie Karolína ze Šternberka 1867–1892 | Marie Karolína ze Šternberka 1867–1892 | Marie Karolína ze Šternberka 1867–1892 | Marie Karolína ze Šternberka 1867–1892 | Marie Karolína ze Šternberka 1867–1892 | Marie Karolína ze Šternberka 1867–1892 |  |  | Jan Nepomuk z Thun-Hohensteinu 1857–1921 | Jan Nepomuk z Thun-Hohensteinu 1857–1921 | Jan Nepomuk z Thun-Hohensteinu 1857–1921 | Jan Nepomuk z Thun-Hohensteinu 1857–1921 | Jan Nepomuk z Thun-Hohensteinu 1857–1921 | Jan Nepomuk z Thun-Hohensteinu 1857–1921 |  |  | Václav Vojtěch ze Šternberka 1868–1930 | Václav Vojtěch ze Šternberka 1868–1930 | Václav Vojtěch ze Šternberka 1868–1930 | Václav Vojtěch ze Šternberka 1868–1930 | Václav Vojtěch ze Šternberka 1868–1930 | Václav Vojtěch ze Šternberka 1868–1930 |  |  | Eleonora ze Šternberka 1873–1960                      | Eleonora ze Šternberka 1873–1960                      | Eleonora ze Šternberka 1873–1960                      | Eleonora ze Šternberka 1873–1960                      | Eleonora ze Šternberka 1873–1960                      | Eleonora ze Šternberka 1873–1960                      |  |  | I. Hugo Leopold ze Salm-Reifferscheidt-Raitze 1863–1903 | I. Hugo Leopold ze Salm-Reifferscheidt-Raitze 1863–1903 | I. Hugo Leopold ze Salm-Reifferscheidt-Raitze 1863–1903 | I. Hugo Leopold ze Salm-Reifferscheidt-Raitze 1863–1903 | I. Hugo Leopold ze Salm-Reifferscheidt-Raitze 1863–1903 | I. Hugo Leopold ze Salm-Reifferscheidt-Raitze 1863–1903 |  |  |
|                                             |                                             |                                             |                                             |                                               |                                               |                                               |                                               |                                               |                                               |                                        |                                        |                                        |                                        |                                        |                                        |                                                       |                                                       |                                                       |                                                       |                                                       |                                                       |                                      |                                      |                                             |                                             |                                             |                                             |                                             |                                             |  |  |                                         |                                         |                                         |                                         |                                         |                                         |                                      |                                      |                                                                  |                                                                  |                                                                  |                                                                  |                                                                  |                                                                  |                                         |                                         |                                         |                                         |                                      |                                      |                                      |                                      |                                |                                |                                        |                                        |                                        |                                        |                                        |                                        |  |  |                                          |                                          |                                          |                                          |                                          |                                          |  |  |                                        |                                        |                                        |                                        |                                        |                                        |  |  |                                                       |                                                       |                                                       |                                                       |                                                       |                                                       |  |  |                                                         |                                                         |                                                         |                                                         |                                                         |                                                         |  |  |
|                                             |                                             |                                             |                                             |                                               |                                               |                                               |                                               |                                               |                                               |                                        |                                        |                                        |                                        |                                        |                                        |                                                       |                                                       |                                                       |                                                       |                                                       |                                                       |                                      |                                      |                                             |                                             |                                             |                                             |                                             |                                             |  |  |                                         |                                         |                                         |                                         |                                         |                                         |                                      |                                      |                                                                  |                                                                  |                                                                  |                                                                  |                                                                  |                                                                  |                                         |                                         |                                         |                                         |                                      |                                      |                                      |                                      |                                |                                |                                        |                                        |                                        |                                        |                                        |                                        |  |  |                                          |                                          |                                          |                                          |                                          |                                          |  |  |                                        |                                        |                                        |                                        |                                        |                                        |  |  |                                                       |                                                       |                                                       |                                                       |                                                       |                                                       |  |  |                                                         |                                                         |                                                         |                                                         |                                                         |                                                         |  |  |
| Leopold IV. Sternberg 1896–1957             | Leopold IV. Sternberg 1896–1957             | Leopold IV. Sternberg 1896–1957             | Leopold IV. Sternberg 1896–1957             | Leopold IV. Sternberg 1896–1957               | Leopold IV. Sternberg 1896–1957               |                                               |                                               | Cecilia Reventlow-Criminil 1908–1983          | Cecilia Reventlow-Criminil 1908–1983          | Cecilia Reventlow-Criminil 1908–1983   | Cecilia Reventlow-Criminil 1908–1983   | Cecilia Reventlow-Criminil 1908–1983   | Cecilia Reventlow-Criminil 1908–1983   |                                        |                                        | 11. Jaroslav Sternberg 1900–1943                      | 11. Jaroslav Sternberg 1900–1943                      | 11. Jaroslav Sternberg 1900–1943                      | 11. Jaroslav Sternberg 1900–1943                      | 11. Jaroslav Sternberg 1900–1943                      | 11. Jaroslav Sternberg 1900–1943                      |                                      |                                      | x972. Marie Grošová 1903–1972               | x972. Marie Grošová 1903–1972               | x972. Marie Grošová 1903–1972               | x972. Marie Grošová 1903–1972               | x972. Marie Grošová 1903–1972               | x972. Marie Grošová 1903–1972               |  |  | František Filip Sternberg 1901–1969     | František Filip Sternberg 1901–1969     | František Filip Sternberg 1901–1969     | František Filip Sternberg 1901–1969     | František Filip Sternberg 1901–1969     | František Filip Sternberg 1901–1969     |                                      |                                      | II. Elisabeth Ada Dawson 1910–?                                  | II. Elisabeth Ada Dawson 1910–?                                  | II. Elisabeth Ada Dawson 1910–?                                  | II. Elisabeth Ada Dawson 1910–?                                  | II. Elisabeth Ada Dawson 1910–?                                  | II. Elisabeth Ada Dawson 1910–?                                  |                                         |                                         | Adam Sternberg 1903–1958                | Adam Sternberg 1903–1958                | Adam Sternberg 1903–1958             | Adam Sternberg 1903–1958             | Adam Sternberg 1903–1958             | Adam Sternberg 1903–1958             |                                |                                | Gertrude Amende 1902–?                 | Gertrude Amende 1902–?                 | Gertrude Amende 1902–?                 | Gertrude Amende 1902–?                 | Gertrude Amende 1902–?                 | Gertrude Amende 1902–?                 |  |  | Žofie Sternbergová 1907–1983             | Žofie Sternbergová 1907–1983             | Žofie Sternbergová 1907–1983             | Žofie Sternbergová 1907–1983             | Žofie Sternbergová 1907–1983             | Žofie Sternbergová 1907–1983             |  |  | Josef Radetzky z Radetze 1910–1985     | Josef Radetzky z Radetze 1910–1985     | Josef Radetzky z Radetze 1910–1985     | Josef Radetzky z Radetze 1910–1985     | Josef Radetzky z Radetze 1910–1985     | Josef Radetzky z Radetze 1910–1985     |  |  |                                                       |                                                       |                                                       |                                                       |                                                       |                                                       |  |  |                                                         |                                                         |                                                         |                                                         |                                                         |                                                         |  |  |
| Leopold IV. Sternberg 1896–1957             | Leopold IV. Sternberg 1896–1957             | Leopold IV. Sternberg 1896–1957             | Leopold IV. Sternberg 1896–1957             | Leopold IV. Sternberg 1896–1957               | Leopold IV. Sternberg 1896–1957               |                                               |                                               | Cecilia Reventlow-Criminil 1908–1983          | Cecilia Reventlow-Criminil 1908–1983          | Cecilia Reventlow-Criminil 1908–1983   | Cecilia Reventlow-Criminil 1908–1983   | Cecilia Reventlow-Criminil 1908–1983   | Cecilia Reventlow-Criminil 1908–1983   |                                        |                                        | 11. Jaroslav Sternberg 1900–1943                      | 11. Jaroslav Sternberg 1900–1943                      | 11. Jaroslav Sternberg 1900–1943                      | 11. Jaroslav Sternberg 1900–1943                      | 11. Jaroslav Sternberg 1900–1943                      | 11. Jaroslav Sternberg 1900–1943                      |                                      |                                      | x972. Marie Grošová 1903–1972               | x972. Marie Grošová 1903–1972               | x972. Marie Grošová 1903–1972               | x972. Marie Grošová 1903–1972               | x972. Marie Grošová 1903–1972               | x972. Marie Grošová 1903–1972               |  |  | František Filip Sternberg 1901–1969     | František Filip Sternberg 1901–1969     | František Filip Sternberg 1901–1969     | František Filip Sternberg 1901–1969     | František Filip Sternberg 1901–1969     | František Filip Sternberg 1901–1969     |                                      |                                      | II. Elisabeth Ada Dawson 1910–?                                  | II. Elisabeth Ada Dawson 1910–?                                  | II. Elisabeth Ada Dawson 1910–?                                  | II. Elisabeth Ada Dawson 1910–?                                  | II. Elisabeth Ada Dawson 1910–?                                  | II. Elisabeth Ada Dawson 1910–?                                  |                                         |                                         | Adam Sternberg 1903–1958                | Adam Sternberg 1903–1958                | Adam Sternberg 1903–1958             | Adam Sternberg 1903–1958             | Adam Sternberg 1903–1958             | Adam Sternberg 1903–1958             |                                |                                | Gertrude Amende 1902–?                 | Gertrude Amende 1902–?                 | Gertrude Amende 1902–?                 | Gertrude Amende 1902–?                 | Gertrude Amende 1902–?                 | Gertrude Amende 1902–?                 |  |  | Žofie Sternbergová 1907–1983             | Žofie Sternbergová 1907–1983             | Žofie Sternbergová 1907–1983             | Žofie Sternbergová 1907–1983             | Žofie Sternbergová 1907–1983             | Žofie Sternbergová 1907–1983             |  |  | Josef Radetzky z Radetze 1910–1985     | Josef Radetzky z Radetze 1910–1985     | Josef Radetzky z Radetze 1910–1985     | Josef Radetzky z Radetze 1910–1985     | Josef Radetzky z Radetze 1910–1985     | Josef Radetzky z Radetze 1910–1985     |  |  |                                                       |                                                       |                                                       |                                                       |                                                       |                                                       |  |  |                                                         |                                                         |                                                         |                                                         |                                                         |                                                         |  |  |
|                                             |                                             |                                             |                                             |                                               |                                               |                                               |                                               |                                               |                                               |                                        |                                        |                                        |                                        |                                        |                                        |                                                       |                                                       |                                                       |                                                       |                                                       |                                                       |                                      |                                      |                                             |                                             |                                             |                                             |                                             |                                             |  |  |                                         |                                         |                                         |                                         |                                         |                                         |                                      |                                      |                                                                  |                                                                  |                                                                  |                                                                  |                                                                  |                                                                  |                                         |                                         |                                         |                                         |                                      |                                      |                                      |                                      |                                |                                |                                        |                                        |                                        |                                        |                                        |                                        |  |  |                                          |                                          |                                          |                                          |                                          |                                          |  |  |                                        |                                        |                                        |                                        |                                        |                                        |  |  |                                                       |                                                       |                                                       |                                                       |                                                       |                                                       |  |  |                                                         |                                                         |                                                         |                                                         |                                                         |                                                         |  |  |
|                                             |                                             |                                             |                                             |                                               |                                               |                                               |                                               |                                               |                                               |                                        |                                        |                                        |                                        |                                        |                                        |                                                       |                                                       |                                                       |                                                       |                                                       |                                                       |                                      |                                      |                                             |                                             |                                             |                                             |                                             |                                             |  |  |                                         |                                         |                                         |                                         |                                         |                                         |                                      |                                      |                                                                  |                                                                  |                                                                  |                                                                  |                                                                  |                                                                  |                                         |                                         |                                         |                                         |                                      |                                      |                                      |                                      |                                |                                |                                        |                                        |                                        |                                        |                                        |                                        |  |  |                                          |                                          |                                          |                                          |                                          |                                          |  |  |                                        |                                        |                                        |                                        |                                        |                                        |  |  |                                                       |                                                       |                                                       |                                                       |                                                       |                                                       |  |  |                                                         |                                                         |                                                         |                                                         |                                                         |                                                         |  |  |
|                                             |                                             |                                             |                                             | Franziska Diana Sternbergová 1936–2024        | Franziska Diana Sternbergová 1936–2024        | Franziska Diana Sternbergová 1936–2024        | Franziska Diana Sternbergová 1936–2024        | Franziska Diana Sternbergová 1936–2024        | Franziska Diana Sternbergová 1936–2024        |                                        |                                        | Henry Phipps 1931–1962                 | Henry Phipps 1931–1962                 | Henry Phipps 1931–1962                 | Henry Phipps 1931–1962                 | Henry Phipps 1931–1962                                | Henry Phipps 1931–1962                                |                                                       |                                                       |                                                       |                                                       |                                      |                                      |                                             |                                             |                                             |                                             |                                             |                                             |  |  |                                         |                                         |                                         |                                         | Leopold Sternberg * 1953                | Leopold Sternberg * 1953                | Leopold Sternberg * 1953             | Leopold Sternberg * 1953             | Leopold Sternberg * 1953                                         | Leopold Sternberg * 1953                                         |                                                                  |                                                                  |                                                                  |                                                                  |                                         |                                         |                                         |                                         |                                      |                                      |                                      |                                      |                                |                                |                                        |                                        |                                        |                                        |                                        |                                        |  |  |                                          |                                          |                                          |                                          |                                          |                                          |  |  |                                        |                                        |                                        |                                        |                                        |                                        |  |  |                                                       |                                                       |                                                       |                                                       |                                                       |                                                       |  |  |                                                         |                                                         |                                                         |                                                         |                                                         |                                                         |  |  |
|                                             |                                             |                                             |                                             | Franziska Diana Sternbergová 1936–2024        | Franziska Diana Sternbergová 1936–2024        | Franziska Diana Sternbergová 1936–2024        | Franziska Diana Sternbergová 1936–2024        | Franziska Diana Sternbergová 1936–2024        | Franziska Diana Sternbergová 1936–2024        |                                        |                                        | Henry Phipps 1931–1962                 | Henry Phipps 1931–1962                 | Henry Phipps 1931–1962                 | Henry Phipps 1931–1962                 | Henry Phipps 1931–1962                                | Henry Phipps 1931–1962                                |                                                       |                                                       |                                                       |                                                       |                                      |                                      |                                             |                                             |                                             |                                             |                                             |                                             |  |  |                                         |                                         |                                         |                                         | Leopold Sternberg * 1953                | Leopold Sternberg * 1953                | Leopold Sternberg * 1953             | Leopold Sternberg * 1953             | Leopold Sternberg * 1953                                         | Leopold Sternberg * 1953                                         |                                                                  |                                                                  |                                                                  |                                                                  |                                         |                                         |                                         |                                         |                                      |                                      |                                      |                                      |                                |                                |                                        |                                        |                                        |                                        |                                        |                                        |  |  |                                          |                                          |                                          |                                          |                                          |                                          |  |  |                                        |                                        |                                        |                                        |                                        |                                        |  |  |                                                       |                                                       |                                                       |                                                       |                                                       |                                                       |  |  |                                                         |                                                         |                                                         |                                                         |                                                         |                                                         |  |  |